# Carlos Palacios
Carlos Alonso Enrique Palacios Núñez, mais conhecido como Carlos Palacios (Renca, 20 de julho de 2000) é um futebolista chileno que joga como meio-campista. Atualmente joga pelo Boca Juniors. 

## Clubes

### Unión Española
Produto das divisões de base do Unión Española, estreou no time principal em 2018, disputando 14 jogos.
A temporada 2020 foi sua explosão, disputando 33 jogos, sendo eleito o jogador revelação do torneio da Primeira Divisão. Ele jogou 58 partidas pelo Unión Española, marcando 10 gols.

### Internacional
Em março de 2021, foi anunciada sua contratação pelo Internacional. Primeiro por empréstimo e depois transferido a partir de 2022, em contrato até 2025.
O meia-atacante disputou 35 partidas com a camisa colorada e não marcou nenhum gol.

### Vasco da Gama
Em abril de 2022, é anunciada sua transferência para o Vasco da Gama da Série B do Brasileiro, assinando contrato até o final de 2025. 
Contribuiu para a ascensão do Gigante da Colina à Série A com 24 jogos disputados e 1 gol.

#### Problemas internos e externos
Apresentou problemas de indisciplina que a diligência do clube não teria gostado, além de ter sido preso em novembro de 2022 após acusações de Violência Doméstica por parte da ex-companheira, sendo acusado de ameaçar matá-la.

### Colo-Colo
Em 10 de janeiro de 2023, foi apresentado como novo jogador do Colo-Colo, por empréstimo para toda a temporada de 2023 .

## Seleção nacional
No dia 6 de novembro de 2020, foi incluído na nômina dada a conhecer pela ANFP para disputar as partidas eliminatórias contra Peru e Venezuela. Sua estréia foi na partida do 17 de novembro de 2020 contra a Venezuela, como visitante.

### Participações nas Classificatórias da Copas do Mundo
| Eliminatórias                       | País  | Resultado  | Posição | Jogos | Golos |
| ----------------------------------- | ----- | ---------- | ------- | ----- | ----- |
| Eliminatórias da Copa do Mundo 2022 | Catar | Finalizado |         | 1     | 0     |

## Premiações individuais
| Distinção                                              | Ano  |
| ------------------------------------------------------ | ---- |
| Futebolista Revelação - Encuesta O Desportivo da Terça | 2020 |
| Parte da Equipa Ideal do Gráfico Chile - ANFP          | 2020 |

## Títulos
Colo-Colo
- Campeonato Chileno: 2024.

## Linques Externos
- Perfil em AS